# 6049 Toda
6049 Toda (1991 VP) là một tiểu hành tinh vành đai chính được phát hiện ngày 2 tháng 11 năm 1991 bởi Takahashi và Watanabe ở Kitami.